# Batterie automobile

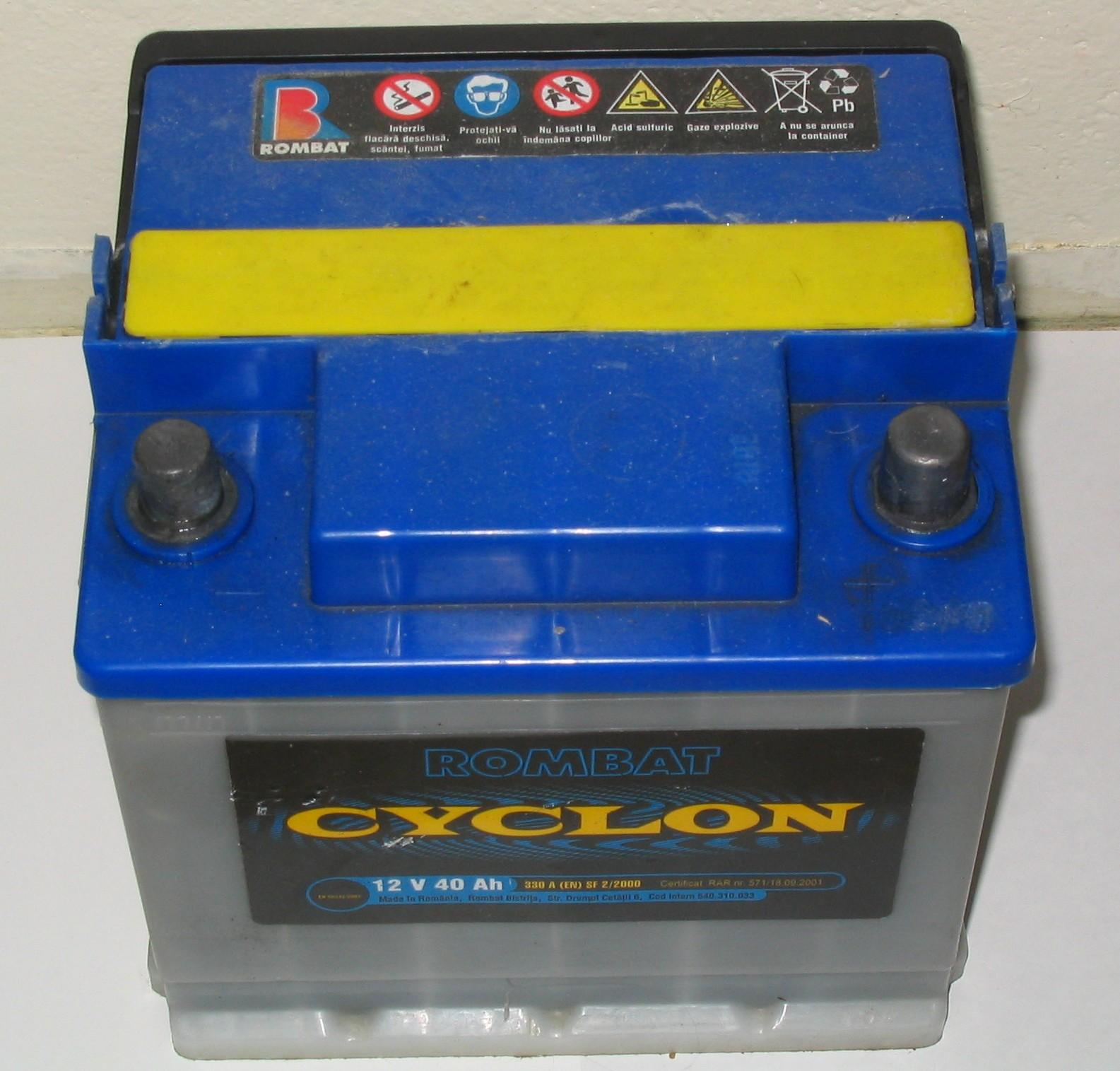
Une batterie au plomb 12 V, 40 Ah typiquement utilisée dans les automobiles à combustion.

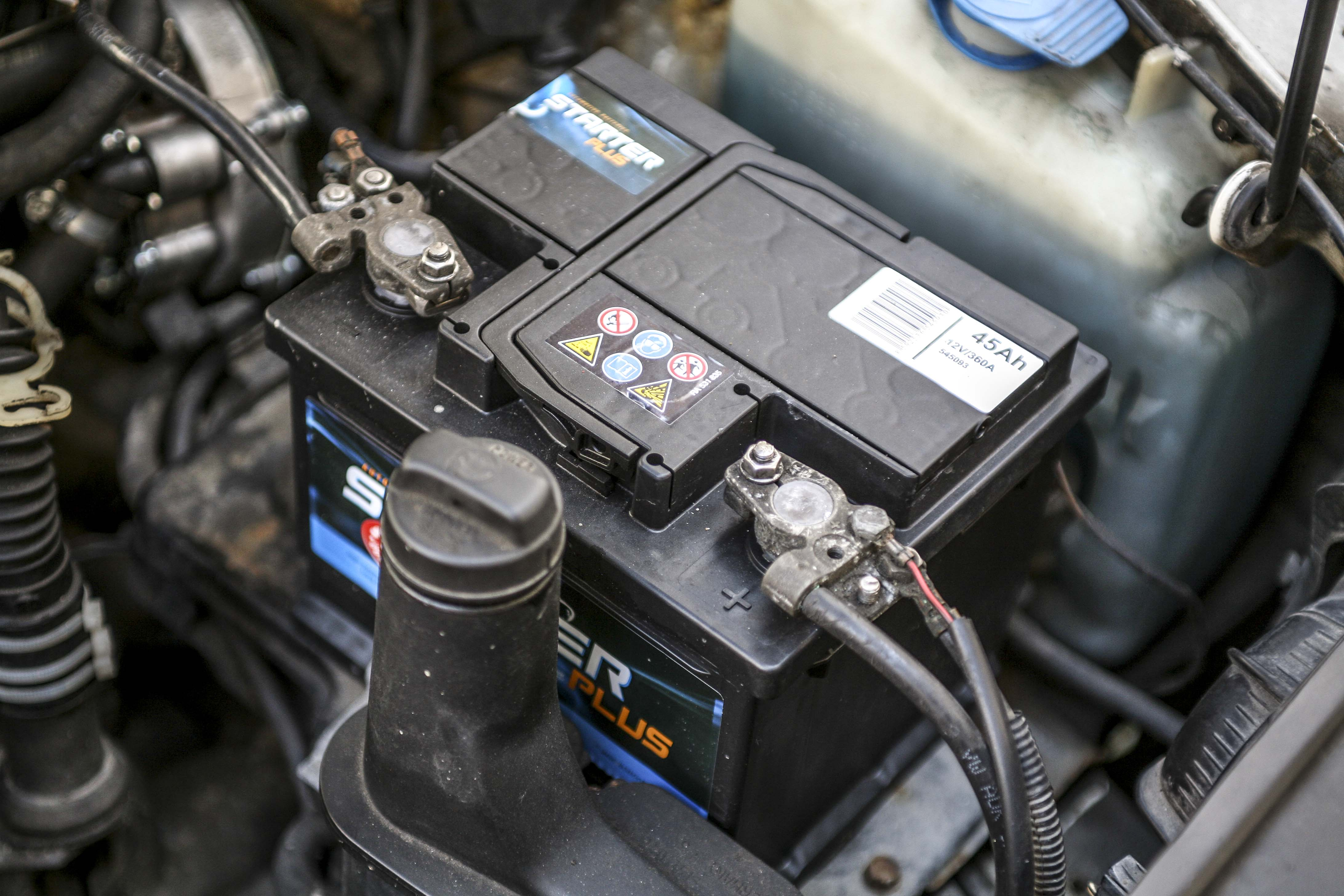
Une batterie en place dans le compartiment moteur.

Une batterie automobile, ou batterie SLI (pour « starting-lighting-ignition »), est une batterie d'accumulateurs fournissant l'énergie électrique sous 12 volts à un véhicule automobile thermique, ou d'une tension supérieure dans les véhicules électriques, hybrides ou micro-hybrides.

## Histoire
Les premières automobiles n'avaient pas de batterie. L'équipement électrique était à peu près inexistant, le véhicule était démarré avec une manivelle et l'allumage commandé était généré par une magnéto d'allumage.
En 1918, le constructeur automobile américain Hudson Motor Car Company est le premier à utiliser des batteries standardisées par le Battery Council International (en). Les batteries ont commencé à être utilisées massivement à partir des années 1920 alors qu'on équipe les automobiles de démarreurs électriques.
Le premier système démarrage-recharge est conçu pour une tension de 6 volts avec une masse positive. Cela impliquait la connexion de la borne positive sur le châssis du véhicule. La conception a depuis été changée pour passer à une masse négative, ce changement s'est effectué entre les années 1930 et 1960 au rythme des fabricants automobiles.
Les automobiles sont équipées de systèmes 6 V jusqu'au milieu des années 1950. Le changement de 6 à 12 V se produit alors que les véhicules deviennent plus gros : le taux de compression des moteurs est plus élevé et demande plus d'énergie pour démarrer, cela permet entre autres de diviser par deux la section des câbles électriques pour une même puissance électrique distribuée. On continue cependant à équiper certaines automobiles plus petites avec des batteries à 6 V pendant un certain temps, notamment la Coccinelle jusqu'au milieu des années 1960 et la Citroën 2 CV jusqu'en 1970.
Dans les années 1990, un nouveau système 42 volts (en) est proposé, mais il n'est finalement pas adopté.
Le développement et la distribution des véhicules hybrides et électriques au cours de la fin du XXe et du début du XXIe siècle ont amené des changements sur les types de batteries automobiles utilisés.

## Types de véhicules

### Véhicules à moteur thermique
Dans les véhicules équipés d'un moteur à combustion interne, la batterie sert surtout à démarrer ce dernier. Une fois l'engin en marche, l'énergie électrique est fournie au véhicule par l'alternateur. En général, le démarrage décharge moins de trois pour cent de la batterie. Ainsi, les batteries automobiles sont conçues pour fournir rapidement une forte quantité de courant et pour être rapidement rechargées. Elles ne sont donc pas conçues pour des décharges profondes (en) et la décharge complète d'une telle batterie peut réduire sa durée de vie.
Les batteries de ces véhicules sont généralement au plomb, constituées de six cellules galvaniques en série. Chaque cellule fournit 2,1 V pour un total de 12,6 V. Elles sont constituées d'une alternance de plaques en plomb (cathode) et en plomb/dioxyde de plomb (anode) immergées dans une solution d'acide sulfurique, qui sert d'électrolyte.
Certains véhicules utilisent des batteries différentes. Ainsi, par exemple, la Porsche 911 GT3 2010 utilise un accumulateur lithium-ion, alors que des véhicules plus lourds peuvent utiliser deux batteries en série pour créer un système à 24 V.
En 1997, au lieu de batteries au plomb standard, Ford a équipé ses véhicules dans le monde entier de batteries au plomb amélioré par un ajout de calcium-argent, avec un système de charge adapté.
Jusqu'au début des années 1970, les batteries nécessitaient une certaine forme de maintenance par la recharge des électrolytes. La batterie scellée a été standardisée par la suite et le fluide de la batterie demeure au sein de cette dernière pendant toute sa durée de vie utile. Cependant, cette conception rend la batterie intolérante aux décharges profondes, comme par exemple lorsque celle-ci est totalement vidée par un élément du véhicule resté en marche après la coupure du moteur. Les batteries VRLA (en) sont plus tolérantes aux décharges profondes, mais plus dispendieuses.
Un pontage (batterie) ou branchement en parallèle d'une autre batterie permet de faire démarrer une automobile dont la batterie 12V est déchargée.

### Véhicules hybrides
Les automobiles hybrides possèdent aussi un moteur thermique, qu'il est nécessaire de démarrer et des accessoires électriques identiques à ceux des autres automobiles. Donc elles embarquent elles aussi une batterie 12 V, souvent réduite en capacité car la batterie de traction fournit au travers de l'électronique le surplus de puissance à la demande. La plupart des modèles n'utilisent pas le même type de démarreur, ni un alternateur classique. Sur certains modèles, le système de gestion de la motorisation hybride puise dans la batterie de traction avec un moteur électrique réversible en générateur pour faire démarrer le moteur thermique de façon plus souple et sans intervention du conducteur.

### Véhicules électriques
En 2019 alors que l'utilisation des véhicules électriques se développe dans certains pays, la quasi-totalité des cellules de batteries utilisées dans le monde pour les véhicules est produite par quelques groupes asiatiques. 
Pour réduire la dépendance de l’Europe à la Chine et aux États-Unis (où Tesla prépare son projet de Gigafactory), le 4 mai 2019, après 18 mois de préparation, la France et l'Allemagne ont annoncé vouloir accélérer la construction d’un consortium européen de batteries de voitures électriques. 
En raison de risques de pratiques anticoncurrentielles, la commission européenne avait mis un véto à la fusion de Siemens et d'Alstom, mais elle a donné un accord de principe pour que cette filière européenne de batteries puisse recevoir des subventions publiques ; accord qui selon Maroš Šefčovič (Commissaire européen à l'Énergie) pourrait être officialisé avant la fin du mandat de la Commission en place jusqu'en octobre 2019. « Dans ce fonds, 1,2 milliard d'euros au maximum » seront des subventions publiques, le reste (environ 4 milliards) devra venir du privé. L’objectif est de disposer avant 2020 d'une usine-pilote en France (200 emplois annoncés) préfigurant deux usines de production en France et en Allemagne (2 x 1 500 emplois annoncés).
Selon Peter Altmaier (en mai 2019), environ 35 entreprises (de France, Allemagne, Italie, Belgique, Pologne, Autriche, et Finlande), dont PSA et sa filiale allemande Opel, ainsi que le producteur français de batteries Saft (qui appartient au groupe Total) se sont officieusement montrées intéressées pour participer au consortium « y compris de grands producteurs automobiles » (qui pourraient ainsi sécuriser à long terme leurs approvisionnements en batteries). Cette alliance ne sera pas pilotée par les États ; ce sont les industriels qui choisissent ou non d’y participer.
En 2011, l’Europe produit moins de 1 % des cellules lithium-ion utilisées dans le monde alors que le marché de la batterie automobile pourrait être de 45 milliards d'euros en 2027, pour 20 % à 30 % dépensés par les Européens d’après BCG).
À noter que l'écrasante majorité des véhicules électriques à batterie sont équipées de batteries lithium-ion. Cette technologie affiche des avantages certains en termes de densité énergétique mais  est décriée pour son impact environnemental, notamment concernant la chimie au nickel manganèse cobalt.
En Chine l'échange de batterie en trois minutes s'est développé pour diminuer le temps de rechargement, avec 130 stations d'échange à Pékin et 550 en Chine.